# Mystify
«Mystify» es el vigésimo cuarto sencillo del grupo australiano de rock INXS, el quinto desprendido de su sexto álbum de estudio Kick, y fue publicado el 15 de marzo de 1989. La canción fue escrita por Andrew Farriss y Michael Hutchence como parte de las primeras sesiones de Kick, y producida por Chris Thomas. La canción fue presentada por primera vez al público australiano en la gira Australian Made en enero de 1987.
El sencillo alcanzó el puesto 5 en las listas de Irlanda, así como el puesto 14 en Reino Unido y 17 en Estados Unidos.
El video es de estilo de interpretación filmado en blanco y negro, que muestra a los autores la canción, Michael Hutchence y Andrew Farriss, comenzando con parte de una versión instrumental para piano de "Never Tear Us Apart" y aparentemente componiendo la canción en el estudio Luego, el video pasa a la grabación de la banda y luego a una actuación en directo. Fue dirigido por Richard Lowenstein y producido por Hamish "Hulk" Cameron.

## Formatos
Formatos del sencillo.
En disco de vinilo de 7"
7 pulgadas. 1989 Atlantic Records 78 89477 
| Lado A |           |                                    |          |  |
| N.º    | Título    | Escritor(es)                       | Duración |  |
| 1.     | «Mystify» | Andrew Farriss y Michael Hutchence | 3:15     |  |

| Lado B |           |                                    |          |  |
| N.º    | Título    | Escritor(es)                       | Duración |  |
| 1.     | «Move On» | Andrew Farriss y Michael Hutchence | 4:48     |  |

7 pulgadas. 1989 Mercury Records 874 090-7 
| Lado A |           |                                    |          |  |
| N.º    | Título    | Escritor(es)                       | Duración |  |
| 1.     | «Mystify» | Andrew Farriss y Michael Hutchence | 3:15     |  |

| Lado B |                |                                    |          |  |
| N.º    | Título         | Escritor(es)                       | Duración |  |
| 1.     | «Devil Inside» | Andrew Farriss y Michael Hutchence | 3:50     |  |

7 pulgadas. 1989 Mercury Records 874 150-7 
| Lado A |           |                                    |          |  |
| N.º    | Título    | Escritor(es)                       | Duración |  |
| 1.     | «Mystify» | Andrew Farriss y Michael Hutchence | 3:15     |  |

| Lado B |                                         |                                    |          |  |
| N.º    | Título                                  | Escritor(es)                       | Duración |  |
| 1.     | «Need You Tonight» (Mendelsohn 7" Edit) | Andrew Farriss y Michael Hutchence | 3:58     |  |

En disco de vinilo de 12"
12 pulgadas. 1989 Atlantic Records 78 64550 
| Lado A |           |                                    |          |  |
| N.º    | Título    | Escritor(es)                       | Duración |  |
| 1.     | «Mystify» | Andrew Farriss y Michael Hutchence | 3:15     |  |
| 2.     | «Move On» | Andrew Farriss y Michael Hutchence | 4:48     |  |

| Lado B |                                     |                                    |          |  |
| N.º    | Título                              | Escritor(es)                       | Duración |  |
| 1.     | «Need You Tonight» (Mendelsohn Mix) | Andrew Farriss y Michael Hutchence | 7:02     |  |
| 2.     | «Need You Tonight» (Liebrand Mix)   | Andrew Farriss y Michael Hutchence | 7:14     |  |

12 pulgadas. 1989 Mercury Records 874 091-1 
| Lado A |                                 |                                    |          |  |
| N.º    | Título                          | Escritor(es)                       | Duración |  |
| 1.     | «Mystify»                       | Andrew Farriss y Michael Hutchence | 3:15     |  |
| 2.     | «Devil Inside» (Extended Remix) | Andrew Farriss y Michael Hutchence | 6:36     |  |

| Lado B |                                       |                                    |          |  |
| N.º    | Título                                | Escritor(es)                       | Duración |  |
| 1.     | «Need You Tonight» (Ben Liebrand Mix) | Andrew Farriss y Michael Hutchence | 7:14     |  |

12 pulgadas. 1989 Mercury Records 874 151-1 
| Lado A |                                        |                                    |          |  |
| N.º    | Título                                 | Escritor(es)                       | Duración |  |
| 1.     | «Mystify»                              | Andrew Farriss y Michael Hutchence | 3:15     |  |
| 2.     | «Need You Tonight» (Mendelsohn 7 Edit) | Andrew Farriss y Michael Hutchence | 3:58     |  |

| Lado B |                              |                                    |          |  |
| N.º    | Título                       | Escritor(es)                       | Duración |  |
| 1.     | «Shine Like It Does» (Live)  | Andrew Farriss y Michael Hutchence | 3:51     |  |
| 2.     | «Never Tear Us Apart» (Live) | Andrew Farriss y Michael Hutchence | 3:34     |  |

En CD
| Mini CD 1989 Mercury Records 874 314-3 |                                        |                                    |          |  |
| N.º                                    | Título                                 | Escritor(es)                       | Duración |  |
| 1.                                     | «Mystify»                              | Andrew Farriss y Michael Hutchence | 3:15     |  |
| 2.                                     | «Need You Tonight» (Mendelsohn 7 Edit) | Andrew Farriss y Michael Hutchence | 3:58     |  |

| CD 5" 1989 Mercury Records 080 876-2 |                                       |                                    |          |  |
| N.º                                  | Título                                | Escritor(es)                       | Duración |  |
| 1.                                   | «Need You Tonight» (Ben Liebrand Mix) | Andrew Farriss y Michael Hutchence | 7:14     |  |
| 2.                                   | «Shine Like It Does» (Live)           | Andrew Farriss y Michael Hutchence | 3:51     |  |
| 3.                                   | «Never Tear Us Apart» (Live)          | Andrew Farriss y Michael Hutchence | 3:34     |  |
| 4.                                   | «Mystify»                             | Andrew Farriss y Michael Hutchence | 3:15     |  |
| 5.                                   | «Mystify» (Video)                     | Andrew Farriss y Michael Hutchence | 3:49     |  |

| CD 1989 Mercury Records 874 315-2 |                                       |                                    |          |  |
| N.º                               | Título                                | Escritor(es)                       | Duración |  |
| 1.                                | «Mystify»                             | Andrew Farriss y Michael Hutchence | 3:15     |  |
| 2.                                | «Need You Tonight» (Ben Liebrand Mix) | Andrew Farriss y Michael Hutchence | 7:14     |  |
| 3.                                | «Shine Like It Does» (Live)           | Andrew Farriss y Michael Hutchence | 3:51     |  |
| 4.                                | «Never Tear Us Apart» (Live)          | Andrew Farriss y Michael Hutchence | 3:34     |  |

| CD 1989 Mercury Records 874 091-2 |                                    |                                                                                               |          |  |
| N.º                               | Título                             | Escritor(es)                                                                                  | Duración |  |
| 1.                                | «Mystify»                          | Andrew Farriss y Michael Hutchence                                                            | 3:15     |  |
| 2.                                | «What You Need» (Extended Version) | Andrew Farriss y Michael Hutchence                                                            | 5:45     |  |
| 3.                                | «Listen Like Thieves»              | Andrew Farriss, Tim Farriss, Jon Farriss, Michael Hutchence, Garry Gary Beers y Kirk Pengilly | 3:50     |  |
| 4.                                | «Devil Inside» (Extended Remix)    | Andrew Farriss y Michael Hutchence                                                            | 6:31     |  |

## Posicionamiento
| Listas de sencillos(1989) | Mejor posición |
| ------------------------- | -------------- |
| Irlanda                   | 5              |
| Reino Unido               | 14             |
| Estados Unidos            | 17             |
| Suiza                     | 24             |
| Eurochart                 | 38             |
| Canadá                    | 41             |
| Alemania                  | 46             |
| Países Bajos              | 53             |